# Djupa skogen
Djupa skogen är det svenska punkbandet Dia Psalmas femte album och det första nyinspelade på drygt tio år. Bandet upplöstes 1997 men återförenades 2006. I juni 2007 utgavs EP-skivan Som man är  och 10 oktober släpptes fullängdsalbumet. Låten Öga för öga ligger även på debutalbumet Gryningstid, men på "Djupa skogen" är den förlängd och i en annan version. 

## Låtlista
1. Norrsken
2. Lösningen
3. Blod
4. Spelet helvetet
5. Här & nu
6. Barn av eran tid
7. Som man är
8. Saknaden
9. Precis
10. Mitt fönster
11. Öga för öga
12. Historien

## Banduppsättning
- Micke "Ulke" Johansson (gitarr, sång)
- Fredrik "Ztikkan" Blomberg (bas, sång)
- Stefan "Stipen" Carlsson (trummor)
- Pontus Andersson (fd. Bednarz) (gitarr, sång)

## Listplaceringar
| Lista (2007) | Topplacering |
| ------------ | ------------ |
| Sverige      | 13           |